# Плоняви-Брамура (гміна)
Гміна Плоняви-Брамура (пол. Gmina Płoniawy-Bramura) — сільська гміна у центральній Польщі. Належить до Маковського повіту Мазовецького воєводства.
Станом на 31 грудня 2011 у гміні проживало 5755 осіб.

## Площа
Згідно з даними за 2007 рік площа гміни становила 134.96 км², у тому числі:
- орні землі: 69.00%
- ліси: 24.00%

Таким чином, площа гміни становить 12.68% площі повіту.

## Населення
Станом на 31 грудня 2011:
| Опис     | Загалом | Загалом | Чоловіки | Чоловіки | Жінки | Жінки |
| -------- | ------- | ------- | -------- | -------- | ----- | ----- |
| одиниця  | осіб    | %       | осіб     | %        | осіб  | %     |
| все      | 5755    | 100     | 2928     | 50.88    | 2827  | 49.12 |
| міське   | 0       | 100     | 0        |          | 0     |       |
| сільське | 5755    | 100     | 2928     | 50.88    | 2827  | 49.12 |

## Сусідні гміни
Гміна Плоняви-Брамура межує з такими гмінами: Єднорожець, Карнево, Красне, Красносельц, Пшасниш, Сипнево, Червонка.